# Ла-Ринконада (Перу)
Ла-Ринконада (исп. La Rinconada) — город в Перу, в провинции Сан-Антонио-де-Путина.

## География
Город расположен в Андах недалеко от границы с Боливией на высоте около 5100 м над ур. м., что делает его высочайшим населённым пунктом на Земле. В город можно добраться по узкой горной дороге.
Несмотря на суровый климат (днём температура поднимается на несколько градусов Цельсия выше нуля, ночью мороз) и нехватку кислорода, с 2001 по 2009 год население Ла-Ринконады выросло с нескольких поселенцев до 30 тыс. человек. Это связано с богатыми запасами золотой руды, цена которой выросла на 235 процентов за аналогичный период. Добыча ведётся в тяжелейших условиях. Некоторые жители работают бесплатно в течение месяца, в последний день которого они имеют право взять себе руды столько, сколько смогут вынести самостоятельно.

## Экологическая обстановка
Экологическая обстановка в Ла-Ринконаде неблагополучна. В городе слабо развита система канализации и сточных вод. Также высоко содержание ртути, остающейся из амальгамы при добыче золота.